# Nivichté
Nivichté (en macédonien Нивиште ; en albanais Nivishti) est un village de l'ouest de la Macédoine du Nord, situé dans la municipalité de Mavrovo et Rostoucha. Le village comptait 7 habitants en 2002. Il est majoritairement albanais.

## Démographie
Lors du recensement de 2002, le village comptait :
- Albanais : 7